# 門洞開
門洞開（1575年—1648年），字爾正，一字啓鑰，號見我，真定府晋州安平县（今河北省安平縣）人。明末政治人物。

## 生平
中萬曆二十八年（1600年）庚子科順天鄉試举人，四十四年（1616年）丙辰科進士，大理寺觀政，授山东文登县知县，四十八年调任乐安县。天启元年本省同考，二年考察，三年補順天武學教授，本年升任国子监博士，四年遷工部虞衡司主事。
天启六年閏六月，工部尚书薛凤翔弹劾他图差争竞，当堂咆哮，凌轹同僚，被勒令闲住。遂与薛凤翔结仇，天启七年，遣其子門拱極于十一月二十一日投書通政司，弹劾薛鳳翔，并及太僕寺卿沈自彰、通政使吕圖南等人，十二月被削籍为民，遂于安平城西筑依隐园，潜心作诗，著有《依隐园集》。終年七十四。

## 家族
曾祖門華。祖門義。父門尚文，寿官。